# Guy de Montgailhard
Guy de Montgailhard, né le 13 octobre 1876 à Toulouse et mort le 22 décembre 1933, est un journaliste, poète, auteur dramatique et écrivain français.

## Biographie
Né en 1876 à Toulouse, Charles Marie Guillaume, dit Guy, Desazars de Montgailhard, après avoir été élevé par sa mère et son père Marie-Louis Desazars de Montgailhard, il se lance à l'âge de 18 ans dans le journalisme et la littérature en fondant une feuille éphémère intitulée Les Pages d'Art puis, avec Alphonse Moulinier, la revue L'Art Méridional qui devient très vite une publication toulousaine très connue.
En 1898, il déménage à Paris et devient le secrétaire de La Revue Internationale, il commence à collaborer à Gil Blas et à différents journaux comme Le Siècle ou à L'Événement où il devient secrétaire de rédaction en remplacement Étienne Richet. La même année, il devient maître ès-jeux à l'Académie des Jeux floraux où son père siégeait depuis 1897 en qualité de mainteneur.

## Œuvres
- Le poème d'un villageois, Olledorff
- Un peu de Cœur, Ollendorff
- Vers le Printemps, Ollendroff
- La Bête à Bon Dieu, Ollendorf